# لیگ برتر فوتبال ارمنستان ۲۰۰۴
لیگ برتر فوتبال ارمنستان ۲۰۰۴ (انگلیسی: 2004 Armenian Premier League) سیزدهمین فصل از زمان تأسیس آن در سال ۱۹۹۲ بود.

## رده‌بندی
| مقام | تیم             | بازی | برد | مساوی | باخت | گل زده | گل خورده | تفاضل گل | امتیاز |
| ---- | --------------- | ---- | --- | ----- | ---- | ------ | -------- | -------- | ------ |
| ۱    | پیونیک          | ۲۸   | ۲۲  | ۵     | ۱    | ۸۹     | ۲۵       | +۶۴      | ۷۱     |
| ۲    | میکا            | ۲۸   | ۱۶  | ۷     | ۵    | ۴۱     | ۲۳       | +۱۸      | ۵۵     |
| ۳    | بانانتس         | ۲۸   | ۱۲  | ۷     | ۹    | ۴۰     | ۳۹       | +۱       | ۴۳     |
| ۴    | لرناگورتس کاپان | ۲۸   | ۱۲  | ۷     | ۹    | ۴۰     | ۳۳       | +۷       | ۴۳     |
| ۵    | اولیسس          | ۲۸   | ۷   | ۶     | ۱۵   | ۲۳     | ۵۱       | -۲۸      | ۲۷     |
| ۶    | کیلیکیا         | ۲۸   | ۷   | ۵     | ۱۶   | ۳۲     | ۴۹       | -۱۷      | ۲۶     |
| ۷    | کوتایک          | ۲۸   | ۶   | ۶     | ۱۶   | ۳۱     | ۵۴       | -۲۳      | ۲۴     |
| ۸    | شیراک           | ۲۸   | ۴   | ۹     | ۱۵   | ۲۷     | ۴۹       | -۲۲      | ۲۱     |

|  | قهرمانی. |

## گلزنان برتر
|    |          | بازیکن           | تیم             | گل‌ها |
| -- | -------- | ---------------- | --------------- | ---- |
| ۱  | ارمنستان | ادگار مانوچاریان | پیونیک          | ۲۱   |
| ۲  | ارمنستان | گالوست پتروسیان  | پیونیک          | ۲۱   |
| ۳  | ارمنستان | نشان ارزرومیان   | کیلیکیا         | ۱۸   |
| ۴  | ارمنستان | لوون پاچاجیان    | پیونیک          | ۱۳   |
| ۵  | ارمنستان | آرمن شاهگلدیان   | میکا            | ۱۲   |
| ۶  | ارمنستان | داویت گریگوریان  | میکا            | ۱۱   |
| ۷  | ارمنستان | مهر آوانسیان     | لرناگورتس کاپان | ۸    |
| ۸  | ارمنستان | سامول ملکونیان   | بانانتس         | ۸    |
| ۹  | ارمنستان | رومئو جنبیان     | بانانتس         | ۷    |
| ۱۰ | ارمنستان | آرمان میناسیان   | کوتایک          | ۷    |
| ۱۱ | ارمنستان | یرواند هاکوبیان  | شیراک           | ۷    |